# Dvanáctileté příměří

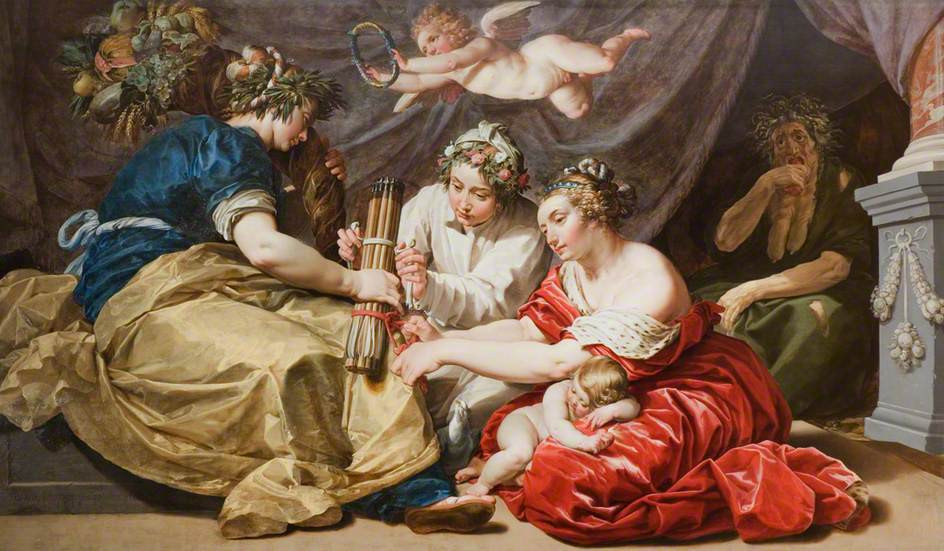
Alegorie míru a hojnosti, chvála návratu prosperity během dvanácti let příměří, obraz z roku 1614, Abraham Janssens I (1575–1632)

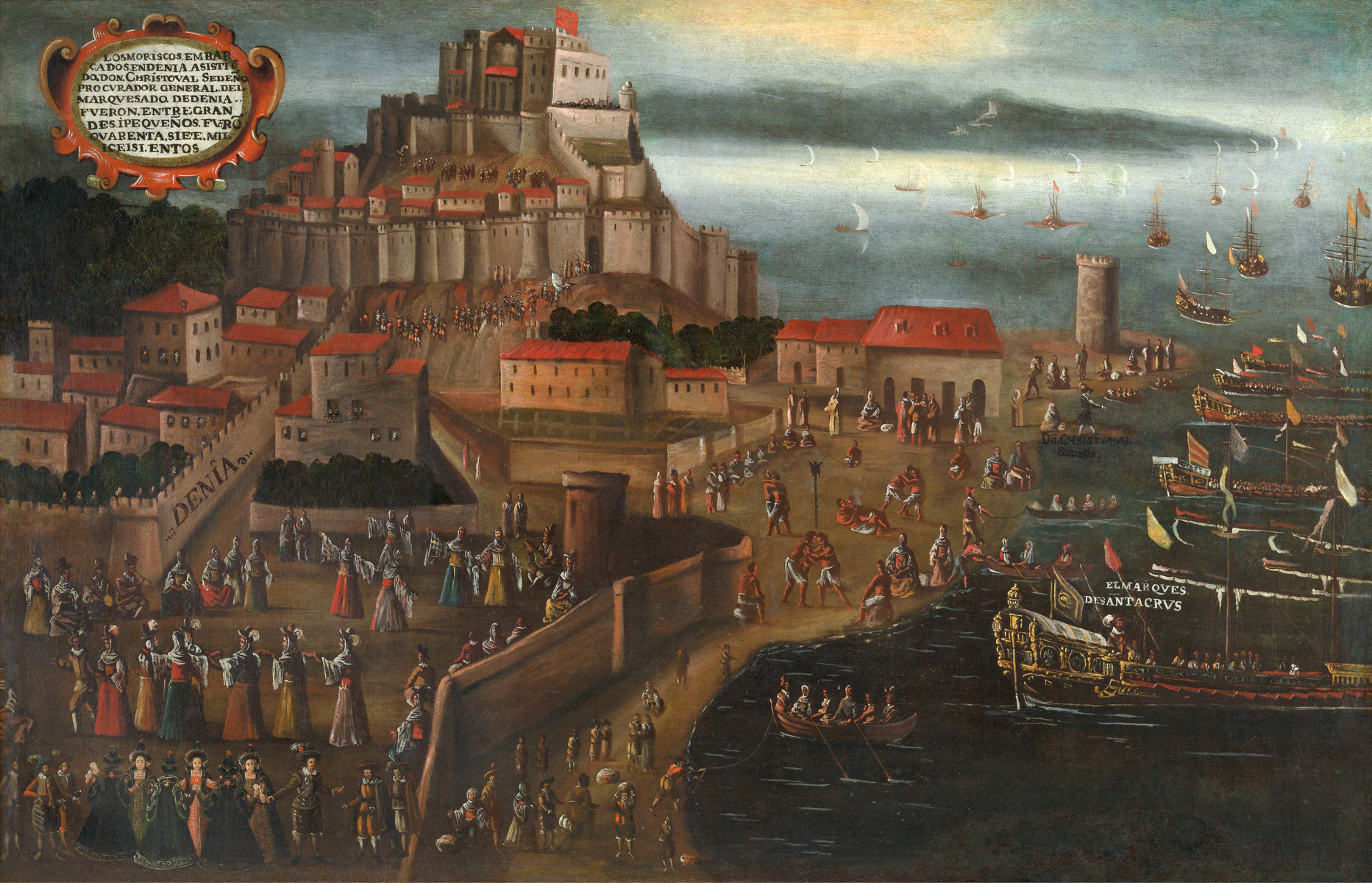
Vyhnání Morisků z Dénie, Vicente Mostre

Dvanáctileté příměří, též příměří z Antverp, je smlouva uzavřená 9. dubna 1609 mezi Španělskem a Spojenými provinciemi nizozemskými. Smlouva stanovila dvanáctileté příměří mezi oběma zeměmi a na tuto dobu přerušila osmdesát let trvající boj sedmnácti nizozemských provincií za nezávislost. Krátce po uzavření došlo ve Španělsku k vyhnání převážně muslimských Morisků královským výnosem Filipa III. Španělského. Smlouva z Antverp byla důležitá hlavně pro Spojené provincie nizozemské, poprvé byly formálně uznané nějakou mocností jako nezávislý stát. Ve Španělsku byla smlouva považována naopak za ponižující, monarchie přišla o vládu nad důležitým územím, ale pro ekonomiku válkou vyčerpané země bylo přerušení války finanční nutností. Král Filip III. Španělský, nástupce Filipa II. Španělského, využil čas příměří ve spolupráci se svým oblíbeným ministrem vévodou z Lermy k řešení vnitřních problémů španělské monarchie. Nizozemský guvernér arcivévoda Albrecht VII. Habsburský a jeho manželka Isabela Klára Evženie využili čas příměří k upevnění habsburské nadvlády a zavádění protireformace na územích spadajících pod jejich vládu.
 

## Politické pozadí

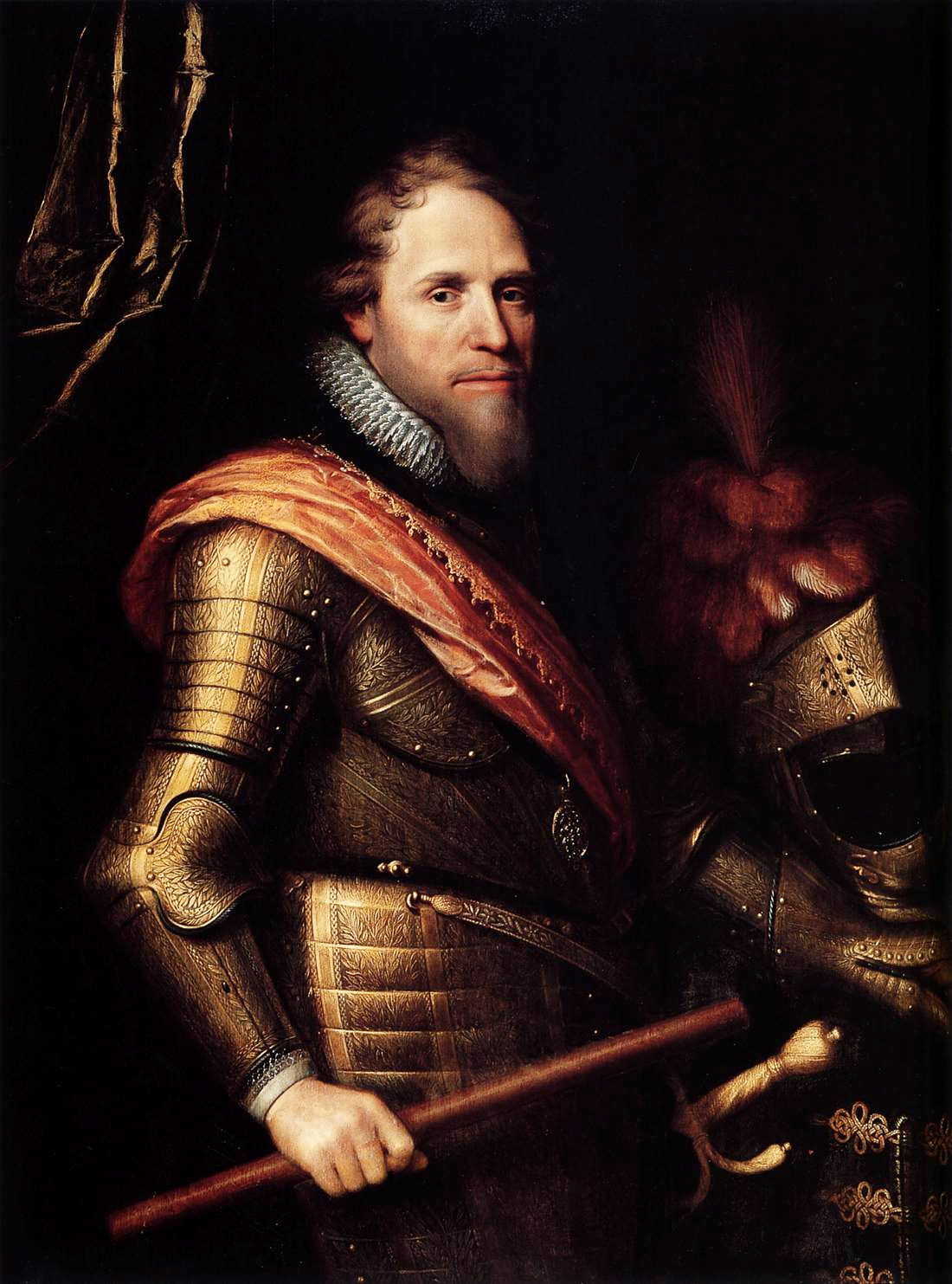
Místodržící Spojených provincií nizozemských Mořic Oranžský, Michiel Jansz. van Mierevelt

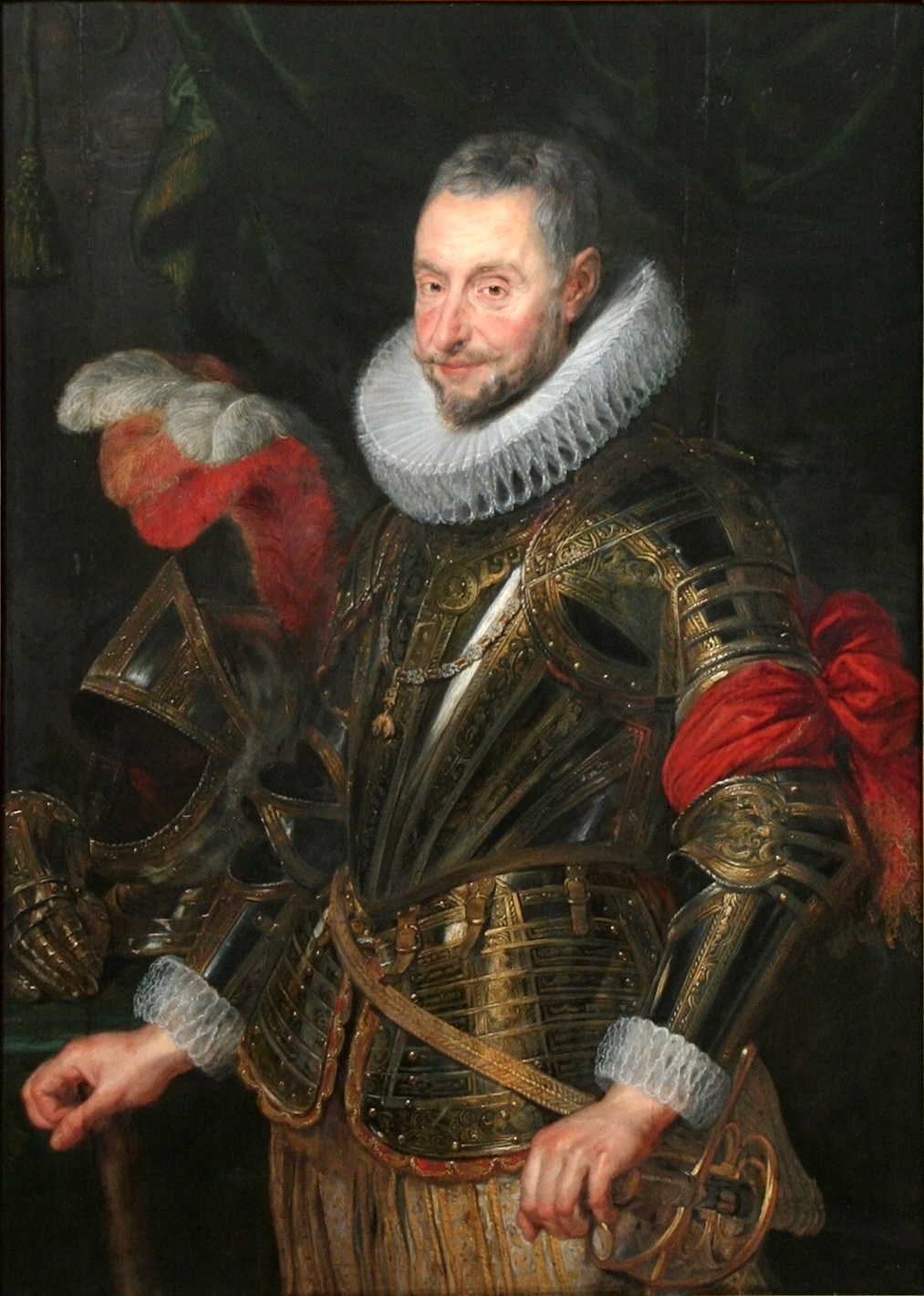
Ambrogio Spinola Doria, markýz de los Balbases, Peter Paul Rubens

V 90. letech 16. století se válka ve Španělském Nizozemí dostala do patové situace. Po pádu Antverp v roce 1585 nařídil král Filip II. Španělský guvernérovi Španělského Nizozemí Alexanderu Farnese, vévodovi z Parmy, aby své vojenské akce zaměřil v první řadě na akce proti Anglii (Armada) a poté na válku s Francií, kde chtěl Filip II. zabránit nástupnictví protestanta Jindřicha IV. Francouzského. Tak se Filip II. dostal do situace, kdy vedl válku na třech frontách a náklady na vojsko se neustále zvyšovaly. Pro monarchii to bylo ekonomicky zničující. V roce 1596 byl Filip II. dokonce nucen pozastavit veškeré platby, v podstatě došlo ke státnímu bankrotu. Situaci obratně využíval hrabě Mořic Oranžský, místodržící Spojených provincií nizozemských pro svůj boj se španělskou armádou. Nizozemské město Breda bylo obléháno a po dlouhých bojích město Španělé v roce 1590 dobyli a obsadili, ale bylo to hořké vítězství. Španělé utrpěli tak velké ztráty, že už neměli sílu svého vítězství takticky využít. Přesto následující rok obsadili Španělé města Deventer, Hulst a Nijmegen a v roce 1594 obsadili Groningen. V této fázi války ztratila armáda Flander téměř všechny své strategické pozice severně od velkých řek.
Po nástupu Filipa III. na španělský trůn a příchodu arcivévodů Albrechta VII. Habsburského a Isabely Kláry Evženie jako místodržících v habsburském Nizozemsku v roce 1598 se španělská flanderská armáda pokusila získat vojenskou převahu. Dne 2. července 1600 byli Španělé sice poraženi v bitvě o Nieuwpoort, podařilo se jim ale odrazit nizozemskou invazi do Flander. Dlouhé obléhání Ostende (1601–1604) ale dostatečně prokázalo vyrovnané síly obou stran. Obě strany investovaly obrovské množství zdrojů do obléhání nebo naopak obrany Ostende. Město bylo prakticky v troskách. Španělský generál Ambrosio Spinola, který vystřídal arcivévodu Albrechta VII. ve funkci velitele, nakonec město 22. září 1604 dobyl, ale pouze za cenu ztráty jiného nizozemského sídla, města Sluis.
Mezitím se habsburské diplomacii podařilo ukončit boje na dvou frontách. V roce 1598 Jindřich IV. a Filip II. uzavřeli francouzsko-španělskou válku mírem z Vervins, podepsaným 2. května 1598. O šest let později Jakub I. Stuart a Filip III. ukončili anglo-španělskou válku (1585–1604) mírovou dohodou z Londýna (28. srpna 1604). Ukončení těchto válek umožnilo Habsburkům soustředit své síly na boje v Nizozemsku v naději, že se jim podaří zasadit nizozemským provinciím rozhodující úder. Následující rok se generál Spinola chopil iniciativy a poprvé od roku 1594 posunul bojovou linii dále na sever od velkých řek. Teď ohrožoval Spojené provincie nizozemské nepřítel přímo v jejich srdci. V roce 1606 španělská armáda i přes úsilí Mořice Oranžského obsadila Oldenzaal, Lochem, Lingen, Rijnberk a Groenlo. Zabránit spojencům Nizozemska v materiální podpoře však Habsburkové nedokázali. Habsburské úspěchy v Nizozemsku byly navíc velmi drahé. A Španělé stále nebyli schopni nepříteli zasadit rozhodující úder, ve který Habsburkové doufali. Navíc v roce 1602 byla založena nizozemská Sjednocená východoindická společnost, která začala vážně konkurovat portugalskému zámořskému obchodu s kořením a jinými komoditami zřízením obchodních stanic na Molukách. Situace se pro španělskou ekonomiku, která byla na námořním obchodě závislá, nevyvíjela dobře. Hrozilo, že se evropský konflikt může dále šířit do španělských zámořských kolonií. Dne 9. listopadu 1607 Filip III. oznámil pozastavení plateb. Španělsko bylo finančně vyčerpané. Po desetiletích nepřátelství tak byly obě strany konečně připraveny zahájit jednání.

## Jednání

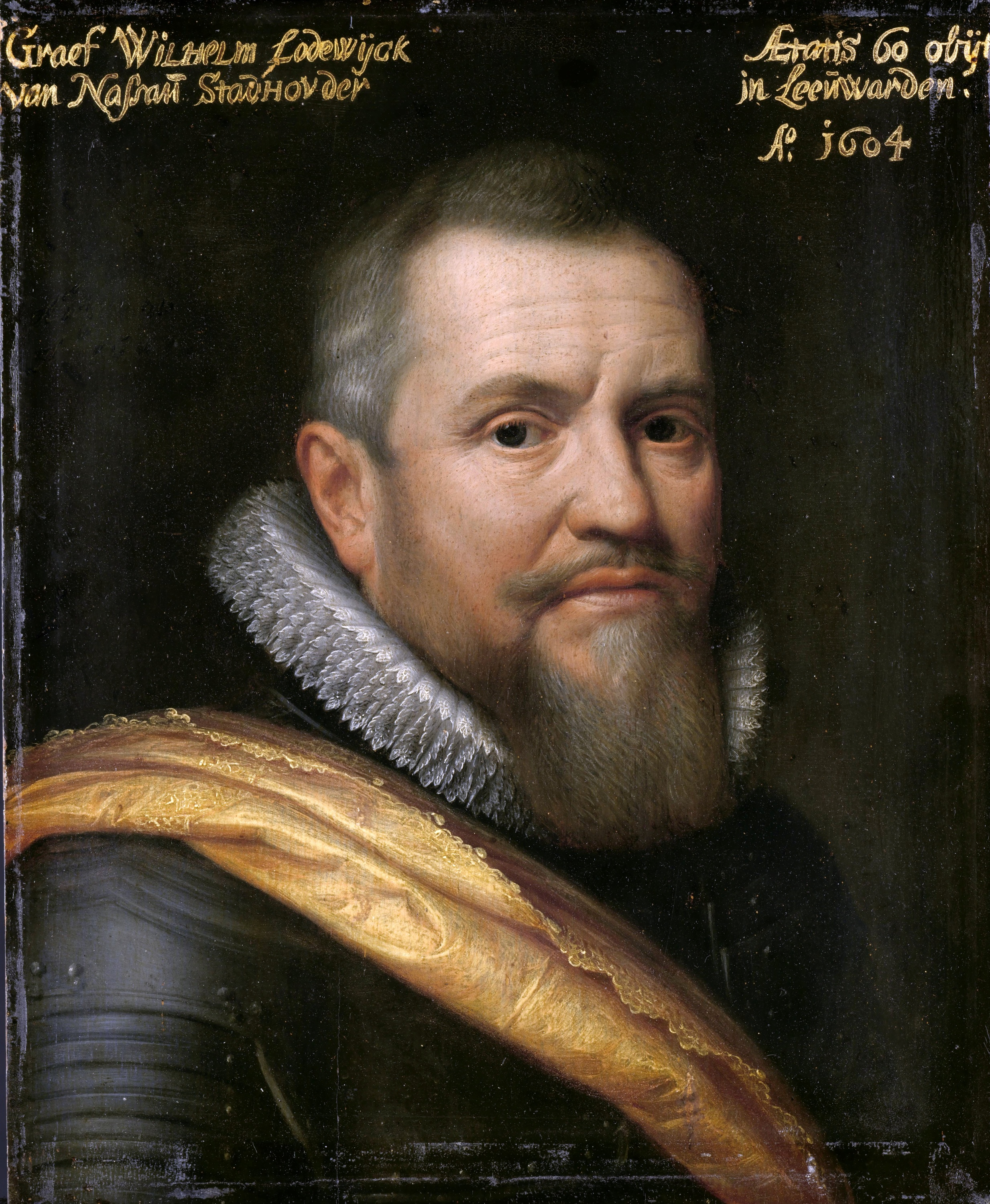
Místodržící provincie Frísko hrabě Vilém Ludvík, Michiel Jansz. van Mierevelt

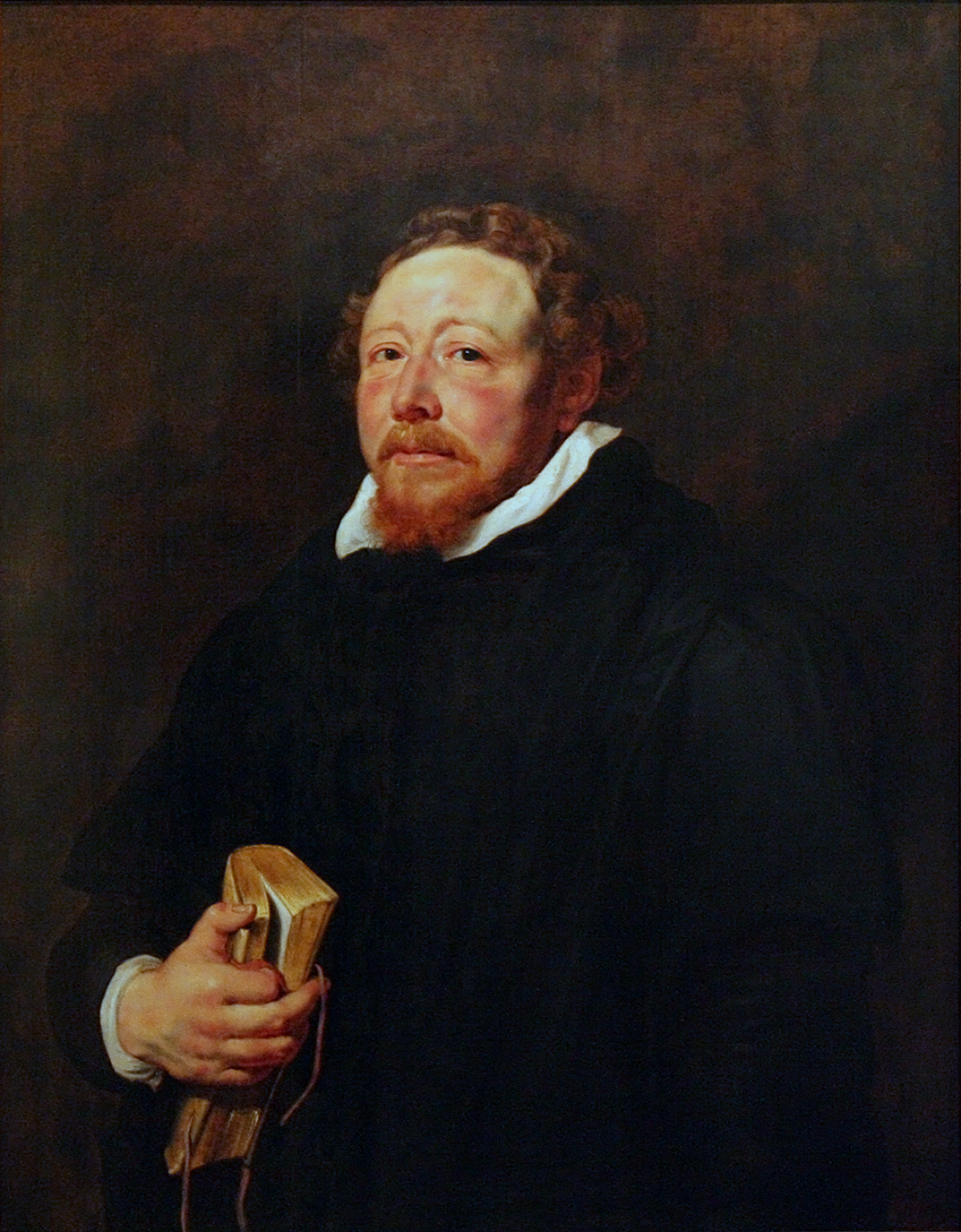
Otec Jan Neyen, Peter Paul Rubens

Opatrné vyjednávání začalo počátkem roku 1606. V březnu 1607 arcivévoda Albrecht VII. pověřil františkánského mnicha a diplomata v habsburském Nizozemí Jana Neyena, aby dohodl předběžné podmínky pro zahájení formálního jednání. Neyen býval protestantem a konvertoval ke katolicismu a připojil se k františkánskému řádu, což z něj činilo cenného prostředníka vyjednávání. Pod záminkou návštěvy své matky ve Spojených provinciích cestoval Neyen mezi Bruselem a Haagem. Spojené provincie trvaly na předběžném uznání nezávislosti, s nímž nakonec Albrecht VII. souhlasil, i když s nerad a s velkými výhradami.
Dne 12. dubna 1607 se obě strany dohodly na příměří s platností osm měsíců a s účinností od 4. května. Příměří bylo později rozšířeno i na operace na moři. Bylo velmi obtížné získat souhlas španělského krále Filipa III. Ten byl zděšen Albrechtovou připraveností připustit nezávislost provincií. Pouze zoufalá situace španělských financí přiměla krále k ratifikaci dohody. Příměří bylo několikrát prodlouženo, aby bylo možno dále vyjednávat. Jednání nakonec vedlo k podpisu dvanáctiletého příměří.
Konference byla zahájena v Haagu dne 7. února 1608. Jednání se konala v Binnenhofu, v místnosti která je od té doby známá jako Trêveszaal (Sál příměří). Místodržící Mořic Oranžský se odmítl osobně zúčastnit jednání, delegaci vedl jeho bratranec Vilém Ludvík, hrabě z Nassau-Dillenburgu, místodržící provincií Frísko, Groningen a Drenthe. Hlavním vyjednavačem za Spojené provincie nizozemské byl vlivný zemský advokát Johan van Oldenbarnevelt. Delegaci habsburského Nizozemska vedl Ambrosio Spinola, hlavním účastníkem byl státník a diplomat z Franche-Comté Jean Grusset dict Richardot, který hrál důležitou roli při obnově habsburské nadvlády v jižním Nizozemsku. V delegaci byl také františkánský mnich Jan Neyen, ministr zahraničí Don Juan de Mancicidor a Louis Verreycken, tajemník Státní rady Bruselu. Arcivévodští delegáti byli zmocněni jednat jménem španělského krále, který neposlal vlastní delegaci.

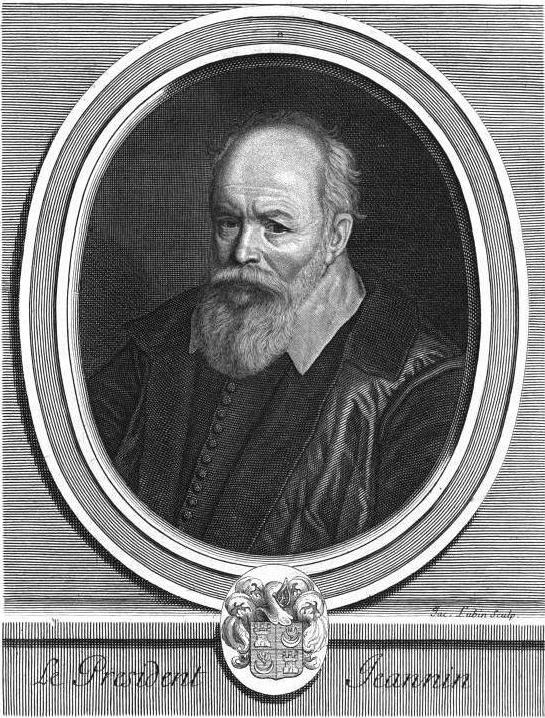
Pierre Jeannin, posmrtná rytina, Jacques Lubin

Řada panovníků vyslala na konferenci své pozorovatele. Francouzský tým vedl zkušený vyjednavač a prezident Burgundského parlamentu Pierre Jeannin. Anglickou delegaci vedl velvyslanec v Haagu a budoucí státní tajemník Ralph Winwood. Dánský král Kristián IV. poslal svého budoucího kancléře Jacoba Ulfeldta. Dalšími pozorovateli byli zástupci Rýnské Falce, z Braniborska přicestoval Jan Zikmund, dále markýz Joachim Ernst, markrabě z Brandenburg-Ansbach a Mořic, lankrabě Hesensko-Kasselska. Své pozorovatele vyslal arcibiskup princ Ernest Bavorský, kurfiřt z Kolína nad Rýnem, který byl současně biskupem v Münsteru, Hildesheimu, Freisingu a Liège a Jan Vilém, vévoda z Jülich-Cleves-Bergu. Většina z těchto delegátů odcestovala poté, když se jednání stále protahovala. Do konce zůstali pouze francouzští a angličtí diplomaté.
Konference nedospěla k dohodě o podmínkách mírové smlouvy a 25. srpna se rozpadla. Strany nebyly schopny dosáhnout kompromisu ve věcech koloniálního obchodu a náboženství. Aby ochránili Španělskou říši, Habsburkové požadovali, aby Nizozemci zrušili veškeré obchodní plavby jižně od rovníku. To ovšem Spojené provincie odmítly. Jednání inspirovala Huga Grotia, aby zveřejnil svou slavnou Mare Liberum na podporu statečného nizozemského odmítnutí ponižujících podmínek. Spojené provincie rovněž odmítly habsburský požadavek, aby katolíci v Nizozemsku měli zaručenu svobodu náboženství. Považovali to za zasahování do svých vnitřních záležitostí. Přes tyto neúspěchy se francouzským a anglickým prostředníkům podařilo přesvědčit obě strany, aby se dohodly na dlouhém příměří, které by zachovalo mír a zároveň by se nemluvilo o sporných tématech. Po delších a kratších obdobích jednání byla doba příměří stanovena na dvanáct let.
Formální rozhovory byly obnoveny 28. března 1609 na antverpské radnici. Dne 9. dubna obě delegace podepsaly konečné znění dohody. Ratifikační proces se ale ukázal jako obtížný. Ve Spojených provinciích se města jako Amsterdam a Delft obávala, že smlouva omezí jejich obchod. Zástupci provincie Zeeland nesouhlasili se ztrátou příjmů ze soukromých zdrojů a trvali na zachování blokády Šeldy. Španělsko mělo své vlastní důvody k neústupnosti. Bylo nutné uskutečnit několik dalších jednání u arcibiskupského dvora, než byl král Filip III. ochoten ratifikovat smlouvu, což se stalo dne 7. července 1609.

## Ujednání

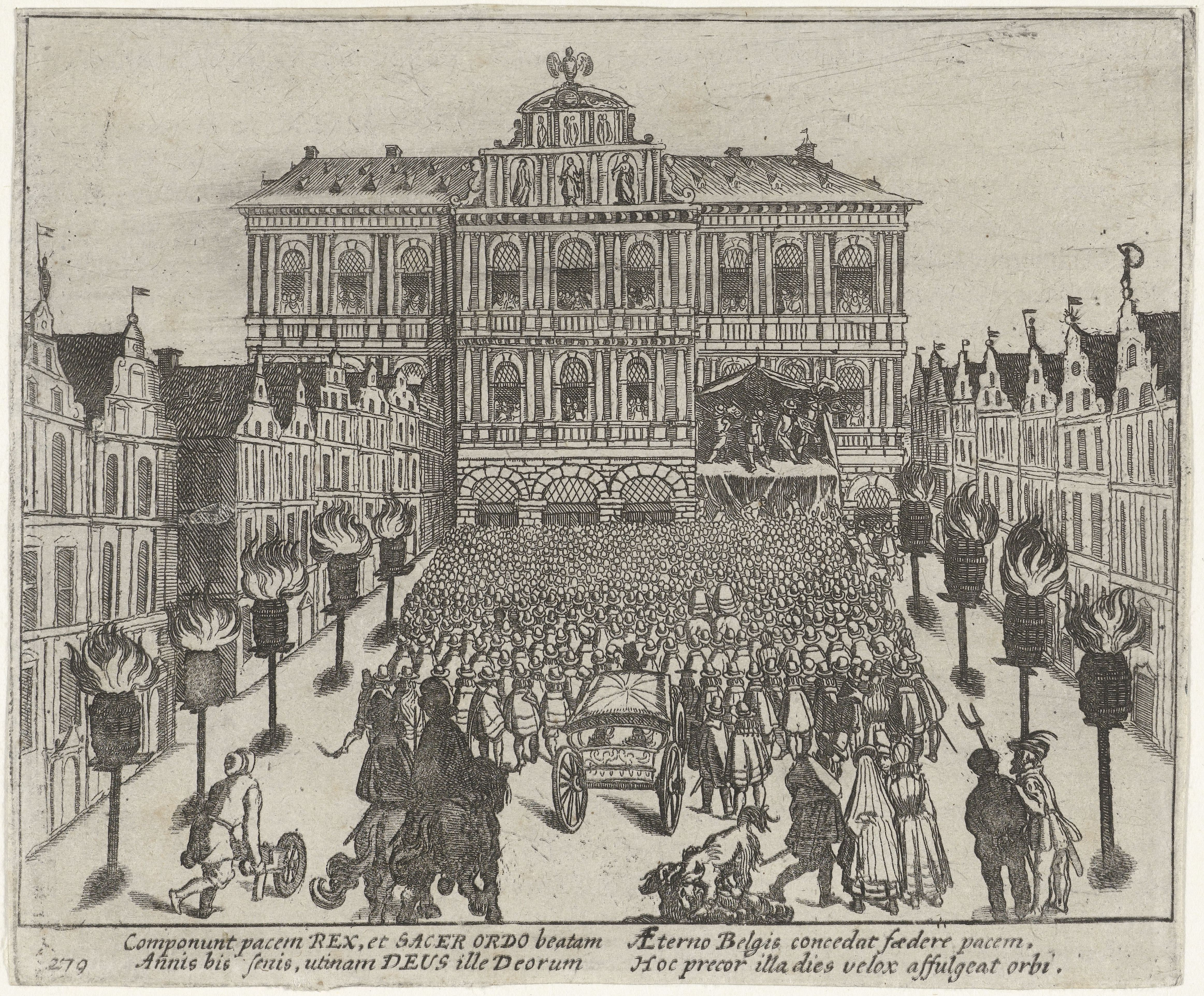
Antverpská radnice, Michiel Collijn

Habsburkové souhlasili s tím, že budou po celou dobu trvání příměří považovat Spojené provincie za samostatný stát. Znění článku ale nebylo jednoznačné. Nizozemská verze dohody víceméně uvedla, že byla uznána nezávislost Spojených provincií. Francouzský text navrhoval, aby se se Spojenými provinciemi zacházelo, jako by byly nezávislé.
Dohoda obsahovala ustanovení, že všechny nepřátelské akce by byly ukončeny na dobu dvanácti let. Obě strany by uplatňovaly svrchovanost na územích, která kontrolovaly k datu uzavření dohody. Jejich armády už nebudou vybírat poplatky a operovat na nepřátelském území, všechna rukojmí budou propuštěna. Vzájemné korzárské akce budou zastaveny, přičemž obě strany budou postihovat pirátství proti druhé straně. Obnoví se obchod mezi bývalými nepřátelskými stranami. Nizozemským obchodníkům nebo námořníkům bude ve Španělsku a v arcivévodském (habsburském) Nizozemsku poskytována stejná ochrana, jakou požívají Angličané podle Londýnské smlouvy. To také znamenalo, že nemohou být stíháni pro svou víru, ledaže by místní obyvatelstvo uráželi praktikováním svého náboženství. Nizozemsko souhlasilo s ukončením blokády vlámského pobřeží, ale odmítlo povolit bezplatnou volnou plavbu po řece Šeldě.
Exulanti z jižního Nizozemska se mohli vrátit, ale museli se přizpůsobit katolicismu. Majetky zabavené během války byly vráceny nebo za ně byly vyplaceny kompenzace. Na základě tohoto článku smlouvy získalo majetek množství aristokratických rodin, mezi nimi především místodržitel Mořic Oranžský a jeho sourozenci. Praktické rysy restitucí byly dohodnuty v samostatné smlouvě ze dne 7. ledna 1610.
Dohoda nemluvila o obchodu s Indií. Nepotvrdila španělské nároky na výlučné právo plavby, ani nezpochybnila nizozemský požadavek usadit se kdekoli, kde předtím neexistovala žádná španělská ani portugalská enkláva. Smlouva také neulevila situaci katolíků ve Spojených provinciích a ani protestantů v habsburském Nizozemsku. Ačkoli nebyli aktivně pronásledováni, nemohli vyznávat své náboženství na veřejnosti a zůstali vyloučeni z veřejných funkcí.

## Důsledky

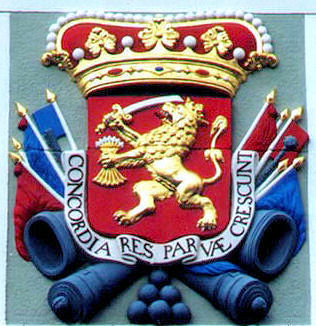
Znak přijatý Spojenými provinciemi po uznání jejich suverenity

Okamžitým výsledkem pro Spojené provincie bylo oficiální uznání jejich suverenity i ostatními evropskými státy. K označení uznání nezávislosti Spojených provincií byla do jejich znaku přidána uzavřená koruna se dvěma oblouky. Brzy po uzavření dohody otevřelo Nizozemsko v Paříži a Londýně velvyslanectví. Byly navázány diplomatické styky s Benátskou republikou, se sultány v Maroku a s Osmanskou říší. V hlavních přístavech byla zřízena síť konzulátů. Dne 17. června 1609 podepsaly Francie a Anglie smlouvu zaručující nezávislost Spojených provincií. Aby byly chráněny jejich zájmy v Baltském moři, podepsaly Spojené provincie v roce 1614 obrannou smlouvu s hanzovní ligou, cílem byla vzájemná ochrana před dánskou agresí.

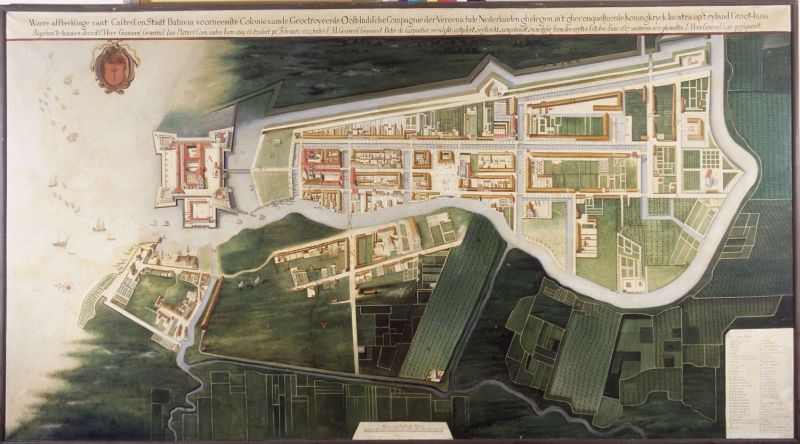
Plán Indonéské Batavie (nyní Jakarta) z roku 1627

Příměří nezastavilo nizozemskou koloniální expanzi. Sjednocená východoindická se etablovala na ostrově Solor, jenž leží blízko u ostrova Flores, založila město Batavia na ostrově Jáva a vybudovala si opěrný bod na Koromandelském pobřeží a v Pulicatu v indickém státě Tamilnádu. V Americe Nizozemsko podporovalo kolonizaci založením Nového Nizozemí. Jeho obchodní námořnictvo rychle expandovalo a prosadilo se na nových trasách, zejména ve Středomoří.
Oficiální embargo na obchod s Amerikou sice skončilo, ale kolonisté nyní uvalili vlastní „neoficiální“ embargo, které omezilo nizozemský obchod s Caracasem a amazonskou oblastí. Dočasné neúspěchy Nizozemska v jihovýchodní Asii způsobily, že cena akcií východoindické společnosti na Amsterodamské burze klesla z maxima 200 v letech 1608 až na 132 po uzavření příměří. Tranzitní vývoz Zeelandu do jižního Nizozemska prudce poklesl. Na druhé straně zrušení nizozemské blokády Antverp a vlámského pobřeží pomohlo oživit obchod s vlámskými textilními výrobky.
Přes uzavřené příměří nizozemský kapitán Joris van Spilbergen v roce 1614 proplul s expedici pěti lodí Magalhãesovým průlivem a zaútočil na španělské osady na pobřeží Mexika a Jižní Ameriky. Bojoval proti Španělům u měst Callao, Acapulco a Navided.
Přístavy Spojených provincií profitovaly z rozšíření obchodu, na druhé straně město Delft jako producent piva, Leiden a Gouda jako textilní centra trpěla konkurencí lacinějšího zboží vyráběného za nižší mzdy v habsburské části Nizozemska.

### Vývoj ve Spojených provinciích

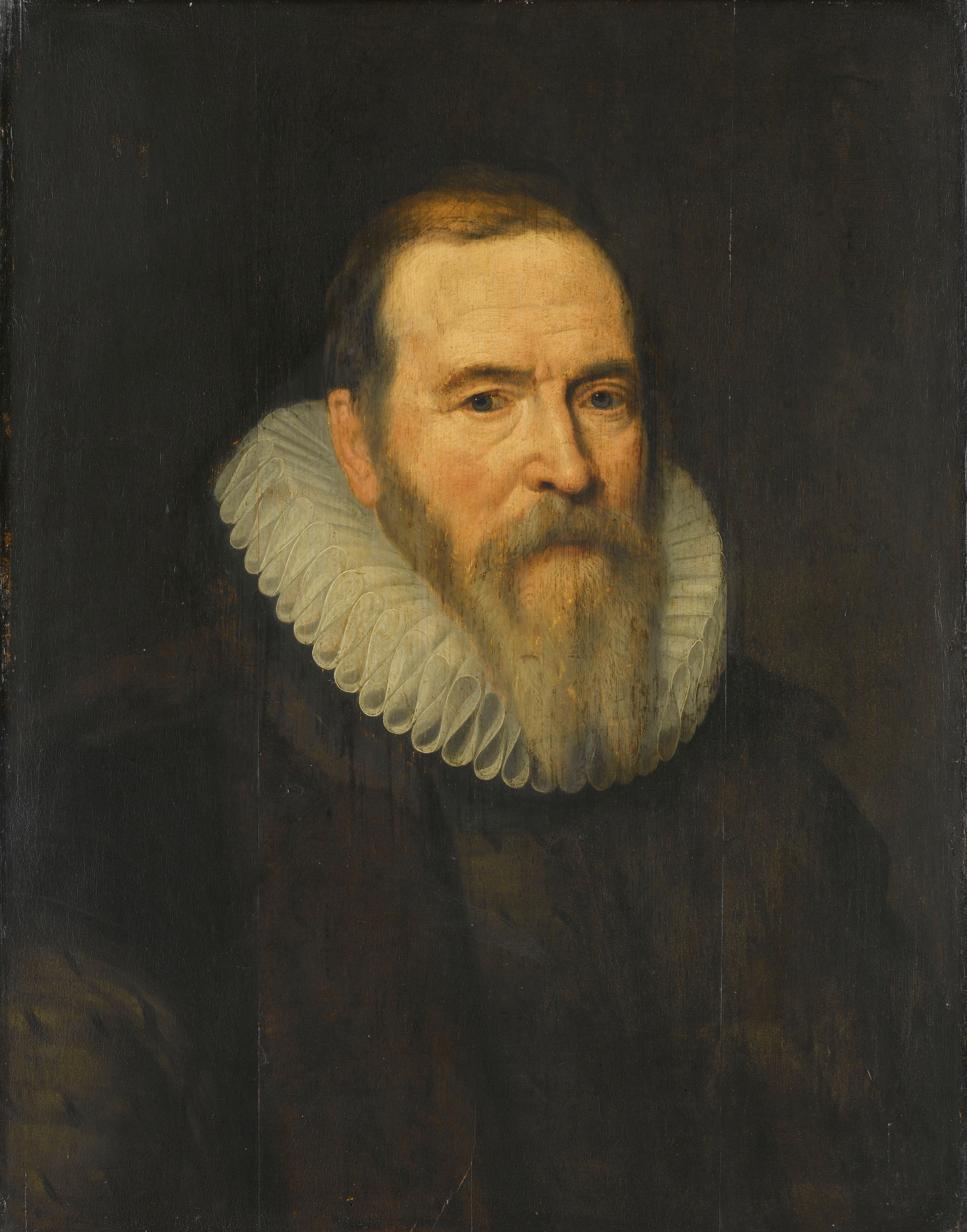
Johan van Oldenbarnevelt, Michiel Jansz van Mierevelt

Během příměří vznikly ve Spojených provinciích dvě frakce, které rozdělovala nejen politika ale i náboženství. Jednota nizozemské reformované církve byla ohrožena kontroverzními názory protestantského teologa Jakuba Arminia a nesmiřitelného, militantního kalvinisty Franciscuse Gomaruse.
Tolerantní, méně rigidní názory Jakuba Arminia podporovali především nizozemští obchodníci. Také vláda provincií byla nakloněna jeho názorům, nabízejícím inkluzivní církev ovládanou státem. Mezi hlavní příznivce tohoto náboženského směru patřili Johan van Oldenbarnevelt a Hugo Grotius.
Netolerantní, přísný výklad náboženství kalvinisty Gomaruse požadoval církev jen pro vybrané věřící a její nezávislost na státní kontrole. Jeho názory přitahovaly zejména široké vrstvy pracujících z městských manufaktur a také exulanty z jižního Nizozemska, kteří byli pro své náboženství vyloučeni z politického života, čímž se ke konfliktu náboženskému přidal i sociální prvek.
V mnoha městech se kongregace rozdělovaly mezi remonstranty usilující o kalvínské náboženství podle Belgické konfese a „kontraremonstranty “, kteří byli přísnými kalvinisty trvajícími na rigidní interpretaci kalvinismu. Dne 23. září 1617 se místodržící Mořic Oranžský otevřeně přidal na stranu kontraremonstrantů. Mořic a s ním mnoho kontraremonstrantů nebylo s podpisem příměří zcela spokojeno. Mořic byl proti některým bodům příměří a chtěl vybojovat pro provincie úplnou a nezpochybnitelnou nezávislost. Upřednostňoval pokračování války až do totální porážky Španělska, která by vedla k nesporné nezávislosti.
Nastal čas silového řešení problému. Vlády jednotlivých provincií podporující stranu remonstrantů se rozhodly využít svou moc nad místními úřady a začaly najímat žoldnéře pod záštitou dokumentu jménem Ostrá rezoluce (Scherpe resolutie) ze dne 4. srpna 1617, který vládám měst povoloval vycvičit žoldnéřské jednotky, tzv. „waardgeldery“. Tito vojáci byli postaveni mimo statut federální armády či občanských milicí a jejich úkolem bylo udržovat veřejný pořádek. Mořic Oranžský proti tomu okamžitě protestoval a protestovaly i některé provincie. Důvodem bylo porušování základní ústavy Spojených provincií nizozemských. Smlouva z 23. ledna 1579 známá jako Utrechtská unie zakázala vytváření vojenských jednotek jednotlivými městy bez souhlasu generálních stavů. Ještě větší hrozbou pro federální vládu bylo ustanovení v Ostré rezoluci, které říkalo, že jednotky ve federální armádě jsou placeny z peněz provincií a měly by v prvé řadě sloužit své provincii. Jednalo se o přepracování starého holandského ústavního ustanovení, že provincie jsou svrchovaně suverénní a Unie není ničím jiným než konfederací suverénních provincií. Mořic a další provincie (s výjimkou Utrechtu) nyní tvrdily, že generální stavy mají svrchovanou suverenitu ve věcech společné obrany a zahraniční politiky.
Mořic zmobilizoval podporu pěti provincií, které nesouhlasily se stanoviskem provincií Holland a Utrecht. Hlasování o využívání jednotek waardgelderů proběhlo 9. července 1618. Výsledek byl pět hlasů pro dodržování ustanovení Utrechtské unie, dva hlasy, Hollandu a Utrechtu, proti. Oldenbarnevelt a Grotius se rozhodli k zoufalému kroku: apelovali na požadavek jednomyslnosti stanovený v Utrechtské smlouvě a vyslali delegaci k federálním jednotkám v Utrechtu, které měly odzbrojit stráže v tomto městě. Delegace dostala pokyny trvat na tom, že jejich povinností je věrnost a oddanost provincii, která je platí. A dále, že v případě konfliktu budou ignorovat rozkazy místodržícího Mořice Oranžského. Toto jednání bylo označeno za zradu. Kníže Mořic nyní přivedl do Utrechtu další federální jednotky a 31. července 1618 tam začal jednotky waardgelderů odzbrojovat, aniž mu byl kladen odpor. Gilles van Ledenberg, spojenec Oldenbarnevelta a podporovatel Utrechtu utekl do Hollandu. (28. září 1618 spáchal sebevraždu, aby zabránil propadnutí svého majetku, ale byl exhumován a posmrtně pověšen za zradu).
29. srpna 1618 Mořic nechal Oldenbarnevelta a další vůdce remonstrantů zatknout a poté přistoupil k čistkám v těch městech, která byla až do té doby ovládána jejími přívrženci. Často to byly bohatí obchodníci, kteří měli jen málo zkušeností s vládními záležitostmi. Tato očištění představovalo politickou revoluci a zajistilo, že orangistický režim měl na následujících 32 let zajištěnu vládu. Od této chvíle řídil záležitosti Unie místodržící prostřednictvím parlamentu a bylo zajištěno, že důležitá pozice velkého penzionáře bude nadále obsazována Orangisty.
Van Oldenbarnevelt byl souzen a popraven. Jiní, jako Grotius, byli uvězněni v zámku Loevestein. Mezitím synod z Dordrechtu potvrdil přísnou interpretaci kalvinismu a prohlásil přívržence Jakuba Arminia za kacíře. Arminiovští teologové, jako byl Johannes Wtenbogaert, odešli do exilu do Antverp, kde založili samostatnou církev remonstrantů.

### Vývoj ve španělské monarchii
Ve Španělsku bylo příměří považováno za velké ponížení – monarchie utrpěla politickou, vojenskou a ideologickou porážku a ztráta prestiže byla obrovská. Smlouva totiž byla daleko výhodnější pro Nizozemce než pro Španěly. Španělští politici nesouhlasili s prodloužením příměří s cílem zachovat pověst Španělska jako velmoci, toužili obnovit válku. Podmínky smlouvy, které Španělsko považovalo za neúnosné, byly kromě faktického uznání nizozemské nezávislosti především uzavření řeky Šeldy říční dopravě do Antverp a umožnění nizozemských obchodních operací ve španělské a portugalské koloniální námořní dopravě. Diplomatická prohra monarchie zasáhla především Kastilii, protože to byla Kastilie, která určovala politiku a udržování říše. Po dobu trvání příměří však měl Filip III. a Francisco Gómez de Sandoval, 1. vévoda z Lermy čas věnovat energii vnitřním problémům španělské monarchie. Filip III. ovšem stále toužil ukončit příměří a obnovit válku.

### Vývoj v Španělském Nizozemí
Španělské Nizozemí se konečně mohlo vzpamatovat z válečné devastace. Arcivévoda podporoval kultivaci země, neboť některé části území byly během bojů zaplaveny a staly se bažinami. Oživení zemědělství vedlo k mírnému nárůstu populace po desetiletích demografických ztrát. Oprava poškozených kostelů a dalších budov pomohla snížit nezaměstnanost. Došlo také k oživení průmyslu a obchodu s luxusním zbožím. Ostatní odvětví, například textilnictví a pivovarnictví, těžila z relativně nižších mezd ve srovnání s Nizozemskou republikou. Mezinárodní obchod však velmi stěžovalo uzavření řeky Šeldy. Arcivévodský režim plánoval obejít blokádu Šeldy budováním systému kanálů spojujících Ostende přes Bruggy a Gent a spojit Mázu s Rýnem mezi Venlo a Rheinberg. Za účelem pomoci městské chudině vláda podporovala vytvoření sítě charit „Monti di Pietà“ na základě italského modelu.
V habsburském Nizozemí mezitím triumfovala protireformace. Většina protestantů tehdy jižní Nizozemsko opustila. Podle právních předpisů, které prošly krátce po příměří, byli zbývající protestanti tolerováni za předpokladu, že nepraktikovali veřejně. Náboženské debaty byly zákonem rovněž zakázány. Usnesení Třetího provinčního koncilu z Mechelenu z roku 1607 byla rovněž oficiálně sankcionována. Prostřednictvím takových opatření a jmenováním nové generace schopných a angažovaných biskupů položili Albert a Isabella základy katolického vyznání obyvatelstva.

### Obnovení nepřátelství
Příměří bylo několikrát v ohrožení. Problém nástupnictví ve vévodství Jülich-Cleves-Berg vyústil v obléhání Jülichu v roce 1610 a situaci řešila až smlouva z Xantenu z roku 1614. V roce 1621 vedl Petrus Peckius mladší neúspěšný pokus o obnovení příměří.